# 宮宿町
宮宿町（みやじゅくまち）は、山形県西村山郡にあった町。現在の朝日町東部、最上川右岸および西置賜郡白鷹町針生にあたる。
本項では町制前の名称である東五百川村（ひがしいもがわむら）についても述べる。

## 地理
- 山：根合田山、高森山、館山
- 河川：最上川

## 歴史
- 1889年（明治22年）4月1日 - 町村制の施行により、宮宿村、新宿村、雪谷村、四野沢村、大滝村、上郷村、杉山村、古真木村、送橋村、下芦沢村、水本村、和合村、針生村の区域をもって東五百川村が発足。
- 1928年（昭和3年）4月1日 - 東五百川村が町制施行・改称して宮宿町となる。
- 1954年（昭和29年）11月1日 - 西五百川村・大谷村と合併して朝日町が発足。同日宮宿町廃止。
- 1955年（昭和30年）10月10日 - 朝日町のうち旧町域の一部（針生）が西置賜郡白鷹町に編入。

## 交通

### 地図
- 西部街道（現・国道287号）